# Asociación Popular (Trinidad y Tobago)
Asociación Popular o Asociación del Pueblo (en inglés: People's Parnership) abreviado como PP fue una coalición electoral de Trinidad y Tobago de carácter socialdemócrata y progresista. Se formó poco antes de las elecciones generales trinitenses de 2010, en las cuales se impuso por amplio margen, poniendo fin a nueve años de gobierno de Patrick Manning, del Movimiento Nacional del Pueblo (PNM), llevando a Kamla Persad-Bissessar, presidenta del Congreso Nacional Unido (UNC), al cargo de primera ministra, la primera mujer en ocuparlo. La coalición PP resultó, sin embargo, derrotada en los comicios de 2015, que llevaron al PNM de vuelta al poder. Fue el principal bloque de oposición después de las elecciones generales de 2010.

## Historia

### Formación y llegada al poder
La alianza fue establecida el 21 de abril de 2010 con la firma del "Acuerdo de Unidad" entre Kamla Persad-Bissessar, presidenta del Congreso Nacional Unido (UNC); Winston Dookeran, presidente del Congreso del Pueblo (COP); el Jefe en Servicio del Comité Nacional de Acción Conjunta (NJAC), Makandal Daaga; el líder político de la Organización del Pueblo de Tobago (TOP), Ashworth Jack; y el presidente del Movimiento por la Justicia Social (MSJ), Errol McLeod.
Un mes después de la firma del acuerdo, el 24 de mayo, tuvieron lugar las elecciones generales, con los partidos de la alianza distribuyéndose los escaños en contra del gobernante Movimiento Nacional del Pueblo (PNM). El UNC presentó 25 candidatos, el COP 14, y la TOP disputó los dos únicos escaños de la isla de Tobago. La Asociación Popular se impuso abrumadoramente, con el 60.03% de los sufragios y 29 de los 41 escaños, garantizándose más de dos tercios de la Cámara de Representantes. Persad-Bissessar asumió como primera ministra después de los comicios.
A pesar de tratarse de un gobierno de coalición, ya desde las elecciones el escenario permitía una marcada hegemonía del Congreso Nacional Unido dentro de la alianza, pues el UNC obtuvo 21 de los 25 escaños que disputó, teniendo facilitada una mayoría absoluta propia, mientras que el COP solo ganó 6 de 14.
Poco después, la Asociación Popular ganó las elecciones locales el 26 de julio de 2010, asegurando una mayoría en las corporaciones locales.

### Crisis interna
A partir del segundo año de gobierno, la Asociación Popular comenzó a entrar en crisis. El 17 de junio de 2012, el Movimiento por la Justicia Social cortó los lazos con la coalición citando una mala gobernanza. El 21 de enero de 2013, tuvieron lugar las elecciones regionales de Tobago, en las cuales el oficialismo sufrió una aplastante derrota ante el PNM, que obtuvo los 12 escaños, venciendo a la TOP. El 21 de abril de 2013, uno de los financistas de la coalición, el ministro de Seguridad Nacional y Presidente del Congreso Nacional Unido, Jack Warner renunció dos días después de que una investigación lo acusara a él y a su antiguo aliado Chuck Blazer de gestión "fraudulenta" en Concacaf, una confederación regional de fútbol. Su renuncia provocó una elección parcial en el distrito electoral de Chaguanas-West, que ganó tres meses después el 29 de julio de 2013 bajo su recién formado Partido Liberal Independiente, relegando a la Asociación Popular a un segundo puesto magro.
Tan solo al día siguiente, el 30 de julio, el miembro del Parlamento de St. Joseph, Herbert Volney renunció como Ministro de Justicia y afiliado al UNC debido a las consecuencias de la "Sección 34". Su renuncia también desencadenó una elección parcial en el distrito electoral de San José, el 4 de noviembre, que ganó el PNM. El principal partido opositor venció también ese mismo año en las elecciones locales de octubre de 2013, lo que implicó que la Asociación Popular sufriera cuatro derrotas electorales consecutivas en un año.
En mayo de 2013 se habían presentado denuncias con respecto a una conspiración criminal en septiembre de 2012 contra el director de la Fiscalía Pública Roger Gaspard, así como un complot para dañar y desacreditar a un periodista Denyse Renne, y el pago de dinero a cambio de libertad por una persona sin nombre. A ese escándalo se le conoció como el "Emailgate". Luego, el líder de la oposición, el Dr. Rowley leyó un hilo de 31 mensajes de correo electrónico en el Parlamento que pretendía ser una conversación entre cuatro personas, cuyas cuentas de correo electrónico eran similares a las del entonces primer ministro Kamla Persad-Bissessar, el fiscal general Anand Ramlogan, asesor de seguridad nacional Gary Griffith, y el ministro de Obras e Infraestructura, Suruj Rambachan. Seis años después, el 17 de julio de 2019, ya con el PNM en el poder, la investigación policial sobre el caso se cerró oficialmente sin cargos.

### Derrota electoral
En las elecciones generales de 2015, la Asociación Popular resultó derrotada por el Movimiento Nacional del Pueblo, que logró una mayoría absoluta de 23 escaños contra 18. Sin embargo, el triunfo del PNM fue mucho más estrecho de lo esperado. El UNC obtuvo 17 escaños, y COP, notablemente debilitado, solo 1. La TOP y el NJAC abandonaron la coalición el mismo día tras no lograr ganar un solo escaño. El 21 de septiembre de 2015, Persad-Bissessar fue nombrada Líder de la Oposición.